# Йозеф Бєлка
Йозеф Бєлка (чеськ. Josef Bělka, 20 лютого 1886, Негвізди — 15 березня 1944) — чехословацький футболіст, що грав на позиції нападника.
Виступав за клуби «Спарта» та «Славія», а також національну збірну Богемії.

## Виступи за «Славію»
Виступав за празькі клуби «Спарта» та «Славія».
1913 рік став одним з найбільш успішних в індивідуальному плані для Бєлки. Кошек на початку року завершив кар'єру і Йозеф став центральною фігурою в лінії нападу. За рік він забив за «Славію» 112 голів в 46 матчах. Команда вчетверте поспіль вийшла в фінал кубка милосердя, але вперше його програла, поступившись 0:2 «Вікторії». В чемпіонаті Богемії клуб восени виграв празьку лігу, хоч і програв «Спарті» (0:2). Фінальний матч для переможців регіональних ліг проти «Моравської Славії» з міста Брно відбувся в травні 1914 року без участі Бєлки і приніс «Славії» перемогу рахунком з 2:0. Через початок Першої світової війни осінній чемпіонат 1914 року відмінили, але товариські матчі клуби проводили, хоча гравців не завжди вистачало. Зокрема, «Славія» зіграла два матчі з австрійською «Вієнною». У Відні команда перемогла з рахунком 7:0, а Бєлка забив два голи. Показовими є автори інших голів: один на рахунку Яна Кошека, котрий відновив кар'єру і зіграв кілька матчів; два забив Ярослав Копейтко, один з трьох гравців «Вікторії», запрошених для підсилення складу; ще два рази відзначився гравець хокейної команди клубу Ярослав Їрковський, котрий ще в 1911 році завершив активну футбольну кар'єру. В празькому матчі «Славія» перемогла «Вієнну» з рахунком 5:2, а Бєлка зробив хет-трик.
В 1915 році клуб став переможцем чемпіонату Богемії 1915 (цей воєнний розіграш в багатьох джерелах також називається чемпіонатом Праги). Спочатку команда виграла всі матчі групи А, в якій виступали провідні команди столиці, зокрема, перемогла «Спарту» з рахунком 5:1, а Бєлка забив один з голів. У фіналі за звання чемпіона «Славія» перемогла «Сміхов» з рахунком 14:0, а Йозеф забив три голи. Загалом за 1915 рік Бєлка забив 46 голів, 17 з яких у чемпіонаті.
В 1916 році національний чемпіонат не проводився, а від участі в кубку милосердя «Славія» відмовилась. Товариські міжнародні матчі команда періодично проводила. Варто відмітити матч проти «Аматоре» у Відні, що завершився перемогою «Славії» з рахунком 7:3. Бєлка забив чотири голи (за іншими даними два), а крім нього забивав Ян Ванік, котрий робив свої перші кроки в команді. Ян, з котрим Йозеф раніше грав у «Спарті» на багато років стане одним з лідерів і бомбардирів клубу. Під час війни Ванік отримав важке поранення руки, був у складній ситуації, а Бєлка став одним із тих, хто допоміг йому влаштуватись в «Славії».
В 1917 році «Славія» показувала хороший рівень гри, здобула ряд яскравих перемог у міжнародних матчах з угорськими і австрійськими командами. Лінія нападу команди виглядала грізно. Центральна вісь, яку складали Бєлка, Ванік і Прошек, демонструвала хорошу результативність. Серед флангових форвардів можна відмітити Вацлава Шубрта, а також Йозефа Седлачека, який приєднався до команди посеред року. На внутрішній арені команда показала низькі результати, але не через поразки на полі, а в кабінетах футбольних чиновників. Навесні в чемпіонаті Чехословаччини команда відмовилась грати проти клубу ДФК Прага, з яким мала давню ворожнечу. «Славії» зарахували технічну поразку не тільки в цьому матчі, а й у двох інших поєдинках турніру. Восени в чемпіонаті Чехії, який був організований відновленою Чеською федерацією футболу, клуб отримав три технічних поразки через виступи кількох гравців у складі збірної Австрії.
Вищезгадана п'ятірка нападників Седлачек-Бєлка-Ванік-Прошек-Шубрт була основною в матчах Середньочеської ліги 1918, що проходили навесні. Клуб виграв усі подинки турніру з загальною різницею м'ячів 54:3. Серед інших гравців команди того сезону можна відзначити Рудольфа Главачека, Антоніна Раценбергера, Франтішека Фіхту, Валентина Лооса та інших.
В листопаді 1919 року Бєлка взяв участь у товариському матчі проти «Кладно». «Славія» перемогла з рахунком 6:0, а ветеран забив два голи в другому таймі.

## Виступи за збірні
В 1914 році забив два голи у міжнародному товариському матчі за збірну Богемії, яка перемогла збірну другого дивізіону Австрії з рахунком 5:0. В 1915 році Бєлка забив 6 голів за Богемію в матчі проти збірної Моравії, що завершився перемогою його команди з рахунком 11:0.